# Ближні печери
Ближні печери — частина Києво-Печерської Лаври, включає в себе як власне комплекс підземних споруд (відомих також як Антонієві печери) де почивають мощі печерських подвижників, так і групу наземних будівель, що складають окремий архітектурний ансамбль. Разом з Дальніми печерами складають так звану Нижню Лавру. У 1990 році Ближні печери рішенням уряду були повернути відродженому Києво-Печерському монастирю (у складі УПЦ МП).

## Опис печер
Печери, в яких знаходиться поховання засновника Печерського монастиря преподобного Антонія, називаються Ближніми, або Антонієвими печерами. З трьох існуючих входів до Ближніх печер первісним, ймовірно, був західний, у який можна було потрапити з притвору Хрестовоздвиженської церкви. Ближні печери споконвічно складались з трьох вулиць, зв'язаних між собою переходами. Головною є Печерна вулиця, до якої примикає церква Введення Богородиці до Храму — найдавніша у Ближніх печерах.
Ще одне з найдавніших відгалужень у Ближніх печерах веде до так званої «трапези спільної» печерських отців, де при прп. Антонії братія збиралася на спільну трапезу. У цьому печерному коридорі є велика кількість локул. Можливо вони викопані самим Марком Печерником. Тут він копав поховальні локули і ховав померлих ченців. У тих місцях печер, де розташовані церкви, збереглася велика кількість житлових келій. Планування келії передбачало розташування обабіч входу двох виступів, один з яких слугував ліжком, а протилежний — столом. У стіні робилися ніші для ікони або свічки.
Поховання Антонія розташовано в перекритому завалом відгалуженні печер. Навпроти — церква на його честь. Церква Антонія Печерського була побудована наприкінці XVI — початку XVII ст. Бічне відгалуження від неї веде до крипти «Батиєм убієнних». У 1696 р. Київський митрополит Варлаам (Ясинський) побудував третю церкву в Ближніх печерах, на честь Варлаама, першого ігумена Печерського. Церква преподобного Варлаама була улаштована в колишній келії. У 1830 р. підлогу у печерах виклали чавунними плитами, виготовленими в Тулі.
У печерному коридорі привертають увагу вмуровані в товщу стіни віконця затвірників. Внаслідок пізніших переробок ходи Ближніх печер утратили первісні габарити. Тепер їхня ширина сягає 1,5 м, висота — 2,5 м. Загальна довжина підземних коридорів Ближніх печер становить 383 м.
Для відвідування печери відкриті майже кожен день, вхід до 16:30.

## Мощі святих
- преподобний Антоній Печерський
- преподобний Єронім Печерський

## Ближні печери в художній літературі
Ключове місце дії романів Костянтина Матвієнка «Час настав», «Гроза над Славутичем», «Багряні крила», «Добрий шлях».